# Cepheus spinosus
Cepheus spinosus är en kvalsterart som beskrevs av K. Fujikawa 2004. Cepheus spinosus ingår i släktet Cepheus och familjen Cepheidae. Inga underarter finns listade i Catalogue of Life.